# Frequência extremamente alta
| Extremely High Frequency (EHF)                                |
| ------------------------------------------------------------- |
| Frequência: 30 GHz a 300 GHz Comprimento de onda: 1 cm a 1 mm |

Diagrama de blocos do Differential Microwave Radiometer, um dos instrumentos a bordo do satélite Cosmic Background Explorer, que operava na faixa EHF do espectro.

Extremely high frequency ou frequência extremamente alta, abreviada como EHF ou B.mm, é a faixa do espectro eletromagnético compreendida entre 30 GHz e 300 GHz, conforme definição da União Internacional de Telecomunicações (UIT). Corresponde à faixa de ondas milimétricas, cujo comprimento de onda vai de 1 cm a 1 mm, e está situada entre a faixa de ondas centimétricas e decimilimétricas.

## Aplicações

### Radioastronomia
Sete subfaixas são alocadas pela UIT para aplicações de radioastronomia: 31,3 a 31,8 GHz, 42,5 a 43,5 GHz, 76 a 116 GHz, 123 a 158,5 GHz, 164 a 167 GHz, 200 a 231,5 GHz e 241 a 275 GHz.

### Radioamadorismo
A subfaixa compreendida entre 47,0 GHz e 47,2 GHz é destinada a estações do serviço de radioamador e de radioamadorismo via satélite.